# Kem đá (tiểu thuyết)
Kem đá (氷菓 (Băng quả) Hyōka) là một tiểu thuyết ly kỳ đề tài học đường do Yonezawa Honobu sáng tác, xuất bản năm 2001. Đây là tập sách đầu tiên trong sê-ri "Câu lạc bộ Cổ Điển" (古典部 Koten-bu, Cổ Điển bộ) gồm tổng cộng 6 tập tính đến năm 2016. Phiên bản manga chuyển thể do Taskohna sáng tác và được xuất bản bởi Kadokawa Shoten từ tháng 1 năm 2012. Phiên bản anime gồm 22 tập được sản xuất bởi Kyōto Animation và chỉ đạo lên sóng bởi Yasuhiro Takemoto từ ngày 22 tháng 4 năm 2012 đến ngày 16 tháng 9 năm 2012.

## Cốt truyện
Oreki Houtarou được nhắc đến là người với lối sống "tiết kiệm" - có nghĩa là cậu ta sẽ không chủ động làm một việc gì mà bản thân cảm thấy không cần thiết. Mặc dù không quan tâm gì đến việc tham gia các câu lạc bộ khi cậu bước vào Trường Cao trung (Trung học phổ thông - Cấp 3) Kamiyama, cậu được chị gái của mình là Oreki Tomoe yêu cầu tham gia Câu lạc bộ Văn học cổ điển, nơi sắp sửa có khả năng biến mất vì lý do các thành viên trước đều đã ra trường và hiện không có ai tham gia với tư cách là thành viên mới. Về sau, cùng những người bạn cũ là Fukube Satoshi và Ibara Mayaka, cũng như cô gái xinh xắn hay tò mò Chitanda Eru, Câu lạc bộ Văn học cổ điển đã trải qua những cuộc phiêu lưu giải đáp nhiều bí ẩn ở trường Cao trung Kamiyama. Cuối cùng, Houtarou nhận ra rằng Câu lạc bộ Văn học cổ điển, theo như lời chị cậu đã nói, cũng "khá thú vị". Đằng sau những vụ án bé nhỏ đó còn là những thông điệp rất giản dị về cuộc sống, về tình cảm bạn bè, gia đình.

## Nhân vật

### Nhân vật chính
Oreki Houtaro (折木 奉太郎 (Chiết Mộc Phụng Thái Lang) Oreki Hōtarō)
Lồng tiếng bởi: Nakamura Yuichi (tiếng Nhật), Adam Gibbs (tiếng Anh)
Đóng bởi: Kento Yamazaki
Oreki là nhân vật chính của Hyouka, là một nam sinh với triết lý sống "Việc không cần làm thì khỏi làm. Việc bắt buộc phải làm phải giải quyết nhanh gọn". Cậu chỉ tham gia câu lạc bộ Văn học cổ điển theo bức thư của chị gái mình là Oreki Tomoe để giúp nó không bị bãi bỏ. Dù nói rằng mình không thích lãng phí năng lượng, khi gặp phải những bí ẩn, cậu vẫn xem xét nó dưới góc độ những giả thuyết logic nhằm làm cho sự việc sáng tỏ. Đối với cậu, Eru là người mà "cậu không thể phớt lờ", ngụ ý rằng bản thân cậu đã có cảm giác với cô gái này. Dưới những tác động của Eru đối với cuộc sống của mình, cậu dần nhận ra rằng mình đang dần trở lại với cuộc sống của một học sinh cao trung. Dường như căn bệnh lười mãn tính là một vệt màu điểm xuyết cho hào quang tỏa ra từ thiên tài Oreki, nghiễm nhiên như trân châu trong li trà sữa. Tuy lười nhưng anh cực đẹp trai và cực tỉnh, vì thế, chớ dại mà lí sự trước mặt anh về việc tại sao anh lười, kẻo bị anh quay một thôi một hồi thì não nhừ đấy. Anh hùng khó qua ải mĩ nhân, Oreki cuối cùng cũng bị ánh nhìn của Eru dẹp bớt sự lười. Giả sử như anh chàng đề kháng được cô nàng, xách cặp đi về ngủ, chắc chẳng có gì cho chúng ta đọc hoặc xem nữa đâu!
Chitanda Eru (千反田 える (Thiên Phản Điền Đắc Đáo) Chitanda Eru)
Lồng tiếng bởi: Satō Satomi (tiếng Nhật), Madeleine Morris (tiếng Anh)
Đóng bởi: Hirose Alice
Eru là một cô gái xinh xắn, hay tò mò tham gia Câu lạc bộ Văn học cổ điển với hy vọng có thể tìm hiểu về câu chuyện người chú của mình 45 năm trước. Câu nói của cô rất thường gặp trong truyện là "Mình rất tò mò!". Mặc dù là một trong những học sinh đạt điểm cao nhất trường, cô vẫn thường khá khờ trong việc giải quyết các vấn đề và phụ thuộc vào Oreki. Trái ngược với Oreki, cô rất năng động và thông thạo những truyền thống và lễ nghi địa phương, phần cũng vì cô sinh ra trong một trong những gia đình có truyền thống lâu đời nhất. Khi gặp những chuyện kỳ bí, cô thường không thể ngăn cản mình tiếp tục nghĩ về nó cho đến khi được giải thích sáng tỏ. Cô rất ngưỡng mộ Oreki và thường khen tài năng của cậu những lần cậu giải quyết những bí ẩn. Ngụ ý rằng cô cũng có cảm giác với Oreki.
Fukube Satoshi (福部 里志 (Phúc Bộ Lý Chí) Fukube Satoshi)
Lồng tiếng bởi: Daisuke Sakaguchi (tiếng Nhật), Dallas Reid (tiếng Anh)
Đóng bởi: Okayama Amane
Fukube là bạn với Houtaru, người tham gia Câu lạc bộ cùng cậu. Satoshi rất tự hào về trí nhớ ấn tượng của mình và thường khoe rằng mình là một cơ sở dữ liệu. Cậu luôn giữ một tinh thần sống lạc quan và đầy năng lượng, như cậu nói "Nếu cuộc đời cao trung của Oreki màu xám thì của mình là màu hồng". Mặc dù luôn động viên Oreki hoạt động nhiều hơn, câu chuyện cũng hé lộ rằng Satoshi có cảm giác đố kỵ với những khả năng của Oreki. Trong truyện, cậu gọi Mayaka bằng tên đầu của cô, chứng tỏ rằng quan hệ hai người khá thân thiết. Sau này, Satoshi thừa nhận rằng cậu cũng có tình cảm với cô, nhưng một mặt không muốn bị ám ảnh bởi cô hay mất đi cuộc sống giàu năng lượng mà cậu đã phải cố gắng để đạt được trong quá khứ. Cậu bắt đầu hẹn hò với Mayaka vào mùa xuân năm học thứ hai.
Ibara Mayaka (伊原 摩耶花 (Y Nguyên Ma Gia Hoa) Ibara Mayaka)
Lồng tiếng bởi: Kayano Ai (tiếng Nhật), Jill Harris (tiếng Anh)
Đóng bởi: Kojima Fujiko
Ibara là thành viên thứ tư của Câu lạc bộ Văn học cổ điển, cô tham gia sau ba người kia. Cô là bạn học cũ của Oreki và Fukube vào những năm học cấp hai. Cô không thích lối sống "tiết kiệm năng lượng " của Houtarou và quan hệ giữa hai người cũng không được tốt, mãi cho đến khi cô trở thành bạn với Eru. Cô có niềm đam mê với việc đọc manga và cũng tham gia câu lạc bộ này ở trường, dù cô rất miễn cưỡng thể hiện điều đó. Cô có nhiều tình cảm với Fukube, người luôn cư xử thoải mái với cô. Sau này, cô đã hẹn hò với cậu. Mayaka thường gọi Fukube là "Fuku-chan".

## Truyền thông

### Tiểu thuyết
| # | Nhan đề                                                                    | Phát hành chính ngữ                         | Phát hành tiếng Việt                        |
| --- | -------------------------------------------------------------------------- | ------------------------------------------- | ------------------------------------------- |
| 1 | Kem đá Hyōka (氷菓)                                                        | Ngày 31 tháng 10 năm 2001 978-4-04-427101-5 | Ngày 29 tháng 12 năm 2016 978-4-04-120270-8 |
| 2 | Thằng khờ Gusha no Endorōru (愚者のエンドロール)                           | Ngày 31 tháng 7 năm 2002 978-4-04-427102-2  | Ngày 13 tháng 7 năm 2017 978-604-53-8530-2  |
| 3 | Trình tự Kudryavka Kudoryafuka no Junban (クドリャフカの順番)              | Ngày 30 tháng 6 năm 2005 978-4-04-427103-9  | Ngày 31 tháng 7 năm 2019 978-604-53-7014-8  |
| 4 | Búp bê đi đường vòng Tōmawari Suru Hina (遠まわりする雛)                   | Ngày 3 tháng 10 năm 2007 978-4-04-427104-6  | Ngày 7 tháng 11 năm 2019 978-604-977-043-2  |
| 5 | Khoảng cách giữa hai người Futari no Kyori no Gaisan (ふたりの距離の概算)  | Ngày 25 tháng 6 năm 2010 978-4-04-100325-1  | 978-604-9900-66-2                           |
| 6 | Dù được ban đôi cánh Imasara Tsubasa to Iwaretemo (いまさら翼といわれても) | Ngày 30 tháng 11 năm 2016 978-4-04-104761-3 | 978-604-9950-76-6                           |
| \| - "Thứ bị thiếu trong hộp" - "Không phản chiếu trong gương" - "Trên rặng núi trời có nắng không?" - "Tập truyện huyền thoại của chúng ta" - "Kì nghỉ dài" - "Dù được ban đôi cánh" \| |                                                                            |                                             |                                             |
| - "Thứ bị thiếu trong hộp" - "Không phản chiếu trong gương" - "Trên rặng núi trời có nắng không?" - "Tập truyện huyền thoại của chúng ta" - "Kì nghỉ dài" - "Dù được ban đôi cánh"       |                                                                            |                                             |                                             |

### Manga
Một bản chuyển thể manga có tựa Hyouka do Taskohna minh họa ra mắt tiếp nối số ra tháng 3 năm 2012 tập Shōnen Ace của Kadokawa Shoten. Kadokawa Shoten đã xuất bản 16 tập tankōbon từ 26 tháng 4 năm 2012 đến ngày 25 tháng 10 năm 2024. Manga chuyển thể 4 tiểu thuyết đầu tiên, tương tự như loạt anime. Loạt manga tiếp nối được công bố khởi động trong số ra vào tháng 8 năm 2019 của Shōnen Ace.
| #  | Ngày phát hành       | ISBN              |
| -- | -------------------- | ----------------- |
| 1  | 24 tháng 4 năm 2012  | 978-4-04-120270-8 |
| 2  | 23 tháng 8 năm 2012  | 978-4-04-120271-5 |
| 3  | 24 tháng 1 năm 2013  | 978-4-04-120272-2 |
| 4  | 21 tháng 6 năm 2013  | 978-4-04-120740-6 |
| 5  | 24 tháng 9 năm 2013  | 978-4-04-120882-3 |
| 6  | 26 tháng 4 năm 2014  | 978-4-04-121096-3 |
| 7  | 26 tháng 7 năm 2014  | 978-4-04-101749-4 |
| 8  | 26 tháng 1 năm 2015  | 978-4-04-101750-0 |
| 9  | 26 tháng 8 năm 2015  | 978-4-04-103588-7 |
| 10 | 26 tháng 7 năm 2016  | 978-4-04-103589-4 |
| 11 | 26 tháng 10 năm 2017 | 978-4-04-103590-0 |
| 12 | 25 tháng 5 năm 2019  | 978-4-04-103591-7 |
| 13 | 25 tháng 11 năm 2020 | 978-4-04-109730-4 |
| 14 | 25 tháng 3 năm 2022  | 978-4-04-112386-7 |
| 15 | 25 tháng 7 năm 2023  | 978-4-04-114116-8 |
| 16 | 25 tháng 10 năm 2024 | 978-4-04-115666-7 |

### Anime
Một bản chuyển thể bốn tiểu thuyết đầu tiên lên anime dài 22 tập do Kyoto Animation chịu trách nhiệm sản xuất và đạo diễn bởi Takemoto Yasuhiro, với Gatoh Shoji xử lý cốt truyện, Nishiya Futoshi thiết kế các nhân vật và Tanaka Kohei sáng tác nhạc phim. Loạt phim phát sóng tại Nhật Bản từ ngày 22 tháng 4 năm 2012 đến ngày 16 tháng 9 năm 2012. Tập đầu tiên lên sóng vào ngày 14 tháng 4 tại một sự kiện đặc biệt ở Kadowaka Cinema, Shinjuku. Một tập OVA được truyền trực tiếp trên UStream vào ngày 8 tháng 7 năm 2012 và sau đó phát hành trên Đĩa Blu-ray, đi kèm với tập manga thứ ba vào ngày 12 tháng 1 năm 2013. Loạt anime có 4 bản nhạc chủ đề: hai bài mở và hai bài kết. Ca khúc chủ đề mở đầu tiên (sử dụng trong 11 tập phim) là "Yasashisa no Riyū" (優しさの理由 Reason of Kindness) của ChouCho, và bài hát chủ đề mở thứ hai (phát từ tập 12 trở đi) là "Mikansei Stride" (未完成ストライド Unfinished Stride) của Kodama Saori. Ca khúc chủ đề kết phim đầu tiên (sử dụng trong 11 tập phim) là "Madoromi no Yakusoku" (まどろみの約束 Promise of Slumber), còn bài hát chủ đề kết thứ hai (phát từ tập 12 trở đi) là "Kimi ni Matsuwaru Mystery" (君にまつわるミステリー Mystery Surrounding You); cả hai bài đều được thể hiện bởi Sato Satomi và Kayano Ai. Funimation cấp phép bản quyền bộ anime và phát hành nó trên băng đĩa tại gia ở Bắc Mỹ vào ngày 4 tháng 7 năm 2017, kèm với phần lồng tiếng Anh. Tương tự Anime Limited phát hành phim tại Anh Quốc vào năm 2017 và 2018.
Muse Communication phân phối phim tại khu vực Châu Á và một số quốc gia lân cận, phiên bản phụ đề ngôn ngữ bản địa được kênh YouTube hệ thống kênh YouTube trực thuộc Muse Communication đăng tải.

## Đón nhận
Tháng 10 năm 2017, có thông tin cho biết các tiểu thuyết đã xuất ra 2,05 triệu bản in.